# Ramon Farrán Sánchez
Ramon Farrán Sánchez (Barcelona, gener de 1939) és un bateria de jazz, arranjador, productor, compositor i director d'orquestra català. És el fundador de la Fundación Orquesta Nacional de Jazz de España (FONJAZZ).

## Discografia
| Àlbum                            | Any  | Discogràfica                 |
| -------------------------------- | ---- | ---------------------------- |
| FARRAN Y SU NUEVO SONIDO ESPAÑOL | 1968 | Discos Vergara               |
| MAGIC MOOG                       | 1973 | Discos BASF                  |
| HANG GLIDER                      | 1973 | Discos BASF                  |
| MY YOUNG COMET                   | 1974 | Discos BASF                  |
| OLIVE TREE                       | 1977 | Discos / Bass Drums          |
| TABACO 2                         | 1979 | Discos Quality / D.K. 2007   |
| EL CORTO VUELO DEL GALLO         | 1980 | Tándem / T. 90-004           |
| EL OLIVO                         | 1984 | Discos Blau / A.6 /          |
| ELEMENTS                         | 1985 | Discos Blau/ A. 7            |
| CONTRA EL VIENTO                 | 1990 | Discos Mercury / AF 84019- 1 |
| MANTRA DE AHIMSA                 | 1990 | RTVE Música / 640023         |
| AQUI LLEGA CONDEMOR              | 1996 | Guadiana Producciones        |
| JALEOS                           | 2009 | Sony Music (Legacy)          |
| MUJERES EN EL JAZZ               | 2010 | Creart Música S.L.           |